# Amanda Beard

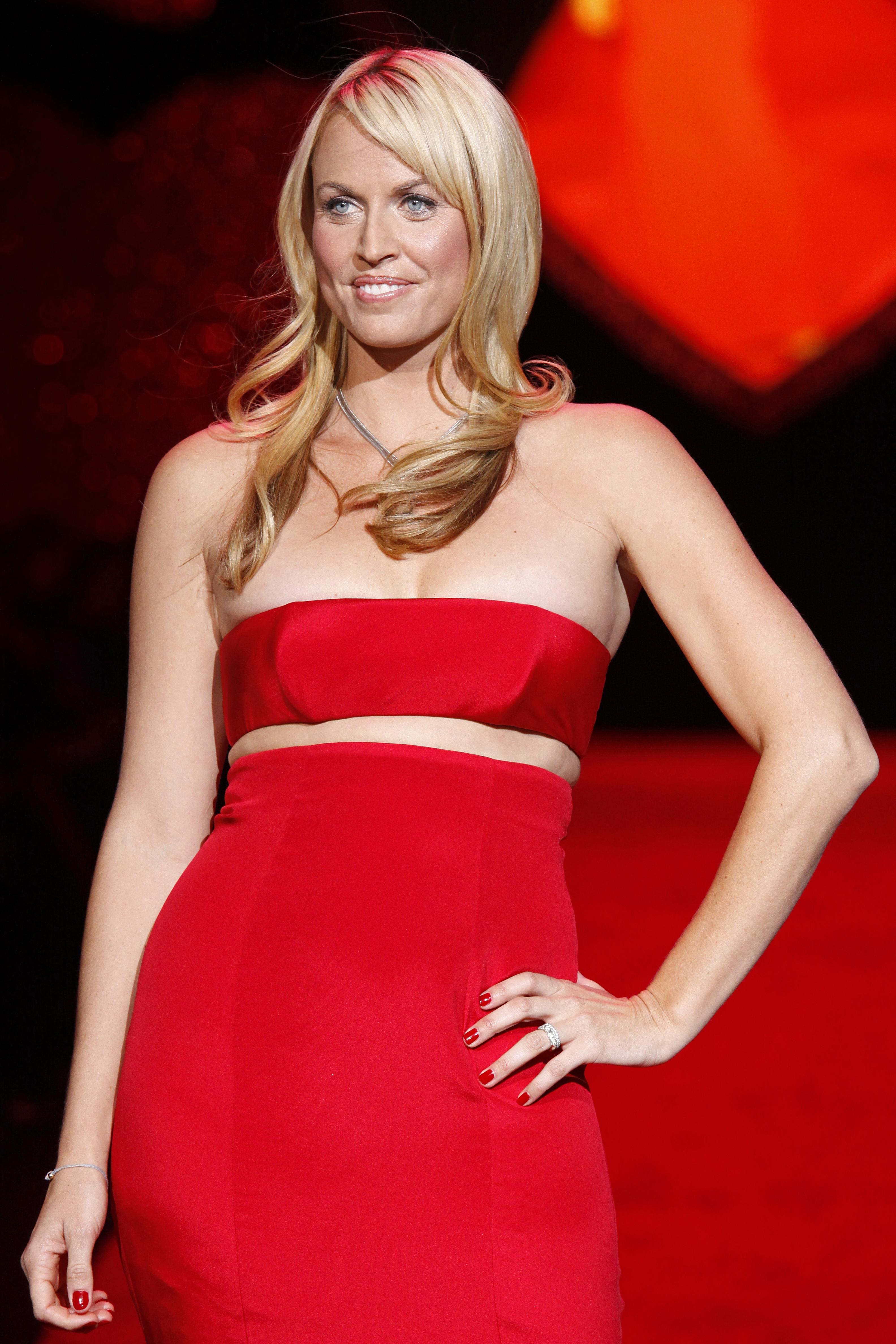
Amanda Beard (2009)

Amanda Ray Beard (* 29. Oktober 1981 in Newport Beach, Kalifornien) ist eine ehemalige US-amerikanische Schwimmerin.

## Leben und Karriere
Beard kam durch ihre älteren Schwestern Leah und Taryn zum Schwimmsport.
Ihren ersten Auftritt bei Olympischen Spielen hatte sie bei den Olympischen Spielen 1996 in Atlanta im Alter von 14 Jahren. Bereits im Vorfeld der Wettkämpfe zog sie durch ihr kindliches Auftreten das Interesse der Medien auf sich. Häufig wurde Beard zusammen mit ihrem Teddybär fotografiert. Sportlich verliefen die Olympischen Spiele sehr erfolgreich. Über 100 und 200 m Brust gewann sie jeweils eine Silbermedaille. Zusammen mit der US-amerikanischen 4 × 100-m-Lagenstaffel wurde sie Olympiasiegerin.
Vier Jahre später bei den Olympischen Spielen 2000 in Sydney musste sich Beard mit einer Bronzemedaille über 200 m Brust begnügen. Den ersten großen Titel gewann sie bei den Schwimmweltmeisterschaften 2003 in Barcelona. Über 200 m Brust wurde sie in der neuen Weltrekordzeit von 2:22,99 Minuten Weltmeisterin. Über 100 m Brust und mit der 4 × 100-m-Lagenstaffel gewann sie jeweils eine Silbermedaille.
Ihren größten Erfolg feierte Beard bei den Olympischen Spielen 2004 in Athen, wo sie über 200 m Brust Olympiasiegerin wurde. Über 200 m Lagen und mit der 4 × 100-m-Lagenstaffel gewann sie jeweils die Silbermedaille.
2018 wurde sie in die International Swimming Hall of Fame aufgenommen.

### Sonstiges
Die US-Ausgabe des Playboys veröffentlichte in der Ausgabe vom Juli 2007 Nacktaufnahmen von Beard. Unter anderem fand sich ein Bild von ihr auf dem Cover des Magazins.